# Tané McClure

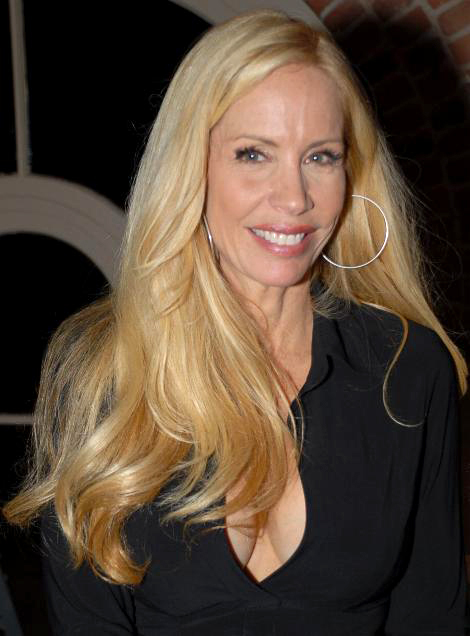
Tané McClure (2007)

Tané McClure (* 8. Juni 1958 in Los Angeles, Kalifornien) ist eine US-amerikanische Schauspielerin und Sängerin.

## Leben
McClure wurde in Los Angeles, Kalifornien geboren, ist aber in Hawaii aufgewachsen. Sie ist die Tochter des Schauspielers Doug McClure. 
Ihren ersten Schauspielauftritt hatte sie 1963 im Alter von etwa fünf Jahren in einer Folge der Serie Die Leute von der Shiloh Ranch. Ab Mitte der 1980er Jahre war sie regelmäßig in Film- und Fernsehproduktionen zu sehen. Sie spielte vielfach in Erotikthrillern mit. Zuletzt trat sie schauspielerisch 2012 in Erscheinung, ihr Schaffen umfasst mehr als 60 Produktionen.

## Diskografie

### Studioalben
| Jahr | Titel     | Höchstplatzierung, Gesamtwochen, AuszeichnungChartsChartplatzierungen (Jahr, Titel, Platzierungen, Wochen, Auszeichnungen, Anmerkungen) | Anmerkungen                        |
| Jahr | Titel     | US | Anmerkungen                        |
| ---- | --------- | --- | ---------------------------------- |
| 1982 | Tané Cain | US121 (10 Wo.)US | Erstveröffentlichung: Oktober 1982 |

### Singles
| Jahr | Titel Album          | Höchstplatzierung, Gesamtwochen, AuszeichnungChartsChartplatzierungen (Jahr, Titel, Album, Platzierungen, Wochen, Auszeichnungen, Anmerkungen) | Anmerkungen                       |
| Jahr | Titel Album          | US | Anmerkungen                       |
| ---- | -------------------- | --- | --------------------------------- |
| 1982 | Holdin’ On Tané Cain | US37 (11 Wo.)US | Erstveröffentlichung: August 1982 |

## Filmografie (Auswahl)
- 1986: Killerhaus – Horror der grausamsten Art (Crawlspace)
- 1987: Death House
- 1987: Commando Squad
- 1989: Witch Bitch – Tod aus dem Jenseits (Death Spa)
- 1991: Night Visions
- 1992: Inside Out II
- 1992: Allein unter Nonnen (Hot Under the Collar)
- 1997: Tödliches Inferno (Inferno)
- 1999: Escort III
- 2000: Eiskalte Engel 2 (Cruel Intentions 2)
- 2001: Natürlich blond (Legally Blonde)
- 2003: Natürlich blond 2 (Legally Blonde 2: Red, White & Blonde)